# Селма Лагерльоф
Селма Отилия Лувиса Лагерльоф (на шведски: Selma Ottilia Lovisa Lagerlöf) е шведска писателка, която през 1909 става първата жена, спечелила Нобеловата награда за литература.
Творбите на Селма Лагерльоф са романтични и написани с богато въображение. Те представят селския живот и природа на Северна Швеция и се коренят дълбоко в скандинавските легенди и история. Селма Лагерльоф е световноизвестна най-вече с книгата си „Чудното пътуване на Нилс Холгерсон през Швеция“.
От 1991 г. банкнотата от 20 шведски крони е с лика на Селма Лагерльоф.

## Биография

### Детство и образование
Селма Лагерльоф е родена на 20 ноември 1858 г. в имението Морбака, край град Суне, епархия Йостра Емтервик, провинция Вермланд, Южна Швеция. Баща ѝ е пенсиониран офицер от армията. На три години заболява от детски паралич, след което една година не може да ходи и куца цял живот. Селма Лагерльоф получава общото си образование у дома, като частна ученичка. Тя израства далеч от други деца, в малкото семейно имение Морбака. От баба си по бащина линия, която се грижи за нея, Селма Лагерльоф чува вълшебни приказки и легенди, както и предания за славното минало на големи имения от Вермланд.
Селма Лагерльоф следва в Кралската висша академия за подготовка на жени в Стокхолм и се дипломира като учителка през 1882 г.

### Първи произведения
Селма Лагерльоф работи като учителка в течение на 10 години, от 1885 до 1895 г., в девическо училище в Ландскруна. През този период написва първите глави от „Сага за Йоста Берлинг“, които изпраща на литературен конкурс, спонсориран от списанието „Идун“. Печели награда и сключва договор за издаване на цялата книга. За да я напише, тя е подпомогната финансово от баронеса Софи Алдеспаре, нейна приятелка.
Романът „Сага за Йоста Берлинг“ е публикуван през 1891 г., но отначало не се купува. Едва след като излиза в превод на датски през 1893 г., за романа се появява положителна рецензия от Георг Брандес. Оттогава „Сага за Йоста Берлинг“ се счита за част от възраждането на романтизма в Швеция през 1890-те години.
Действието в романа протича във Вермланд, където, по плана на злия Синтрам, група авантюристи, наречени кавалерите от Екебю, опустошават едно имение. Сред дванайсетимата безразсъдно смели и галантни кавалери е и младият Йоста Берлинг, който е „ловък и пълен със сила“, „лицето му е вдъхновено като на поет, а кръвта му е като на войник“, има магнетично влияние сред хората. Той спечелва и сърцето на графиня Елизабет, за която се оженва, и с чиято помощ намира мир и спокойствие в живота. През 1924 г. по този роман е сниман филм с участието на Грета Гарбо.
През 1894 г. Селма Лагерльоф публикува сборника с разкази „Невидими връзки“, който бързо ѝ донася успех. През същата година тя се запознава с писателката Софи Елкан, с която стават неразделни до смъртта ѝ през 1921 г. Селма Лагерльоф пише биография на Софи Елкан, но не успява да я завърши.

### Професионална писателка
След като получава стипендия от крал Оскар и финансова помощ от Шведската академия на науките, Селма Лагерльоф се посвещава изцяло на писането. Установява се във Фалун, където прекарва по-голямата част от живота си.
През 1897 г., след като пътува със Софи Елкан до Италия и Сицилия, Селма Лагерльоф написва „Чудесата на Антихрист“, социален роман за Сицилия. От пътуването си до Египет и Палестина (1899 – 1900), Селма Лагерльоф се вдъхновява за двутомния роман „Йерусалим“ – „Даларна“ (1901) и „Светите земи“ (1902), който утвърждава славата ѝ на изтъкната шведска романистка.
Действието на романа се развива през 1890-те в провинцията Даларна. В него се разказва за разрушителния ефект на религиозната реставрация върху традиционната селска общност. Заглавието „Йерусалим“ е свързано с поклонение в светите земи, заради което селянин продава земята си на търг. Друг член на тази селска фамилия се отказва от годеницата си и се жени за богата жена, за да запази фермата.
През 1904 г. Селма Лагерльоф откупва имението Морбака, в което е родена и израсла, което е продадено през 1880-те, след смъртта на баща ѝ, за да бъдат погасени дълговете му.
Селма Лагерльоф става световноизвестна с книгата си за деца „Чудното пътуване на Нилс Холгерсон през Швеция“ (1906 – 1907), която тя написва отчасти под влияние на Ръдиард Киплинг. В романа се разказва как 14-годишното момче Нилс, син на бедни селски стопани, е превърнато в джудже заради егоизма си – главното му удоволствие е да яде, да спи и да прави пакости. След като го сполетява тази беда, Нилс се качва на гърба на гъсок, който решава да се присъедини към ято диви гъски, отиващи в Лапландия. По време на това пътуване Нилс опознава Швеция и се научава от гъските на всеотдайност и уважение към природата. Разглеждайки Швеция от въздуха, Селма Лагерльоф дава изключително много информация за начина на живот, географията, историята и митологията на Швеция.
Селма Лагерльоф използва фантастични похвати в много от своите разкази и романи, размивайки границата между въображението и реалността. „Кочияши“ (1912) се основава на легенда, според която последният човек, който умре на връх Нова година, ще кара каретата на смъртта през новата година. Под формата на свръхестествена история, Селма Лагерльоф разглежда социални проблеми.
След като през 1909 г. Селма Лагерльоф получава Нобелова награда, през 1914 г. става член на Шведската академия на науките. „Императорът на Португалия“ (1914) е история за истината, лъжите и фантазиите. Някои критици считат този роман на Селма Лагерльоф за последното ѝ голямо постижение. По време на Първата световна война тя пише малко. Пацифисткият ѝ роман „Прокуден“ (1918) разглежда злините, предизвикани от войната.
През 1920-те Селма Лагерльоф посвещава много време на женската кауза. През този период пише разкази и трилогията за Льовеншолдови: „Пръстенът на Льовеншолдови“ (1925), „Шарлот Льовеншолд“ (1925) и „Ана Сверд“ (1928), както и биография на финландския писател Сакрис Топелиус. През 1930 г. издава своята автобиография „Мемоари от детството“, която е много популярна през 1930-те.
В разказите на Селма Лагерльоф се чувства влиянието на вълшебните приказки, като понякога тя използва и елементи от викторианските свръхестествени истории. Например, в разказа „Старата Агнета“ разказва за жена, която живее сама в къщичка на края на голям ледник в планината. От самота тя започва да си говори сама, чувства се замръзнала от самота и студ и иска да умре, защото никой няма нужда от нея. Явява ѝ се монах, който ѝ показва, че не е сама – мъглата в покритата със сняг планина всъщност са множество изгубени души. Агнета запалва в къщичката си свещи за тях и те биват привлечени от тяхната светлина и топлина. Агнета е щастлива, защото знае, че някой има нужда от нея. След като умира, планината се осветява от духовете с малки жълти пламъчета.

### Последни години
При наближаването на Втората световна война Селма Лагерльоф помага на германски интелектуалци и творци да се спасят от преследванията на нацистите. Тя успява да уреди шведска виза за поетесата Нели Закс, бъдеща Нобелова лауреатка, и я спасява от лагера на смъртта.
По време на съветската агресия срещу Финландия, Селма Лагерльоф дарява своя златен нобелов медал за набиране на средства за оказване на помощ за Финландия. В разгара на усилията си да осигури помощ за пострадалото от войната население на Финландия, Селма Лагерльоф получава удар и на 16 март 1940 г. умира в родния си дом в имението Морбака.

## Избрана библиография
- Сага за Йоста Берлинг (Gösta Berlings Saga), 2 тома (1891)
- Невидими връзки (Osynliga Länkar) (1894)
- Чудесата на Антихрист (Antikrists Mirakler) (1897)
- Сказание за едно имение (En Herrgårdssägen) (1899)
- Кралици в Кунгахела (Drottningar i Kungahälla) (1899)
- Йерусалим (Jerusalem), 2 тома (1901 – 1902)
- Имането на хер Арне
- Легенди за Христа (Kristuslegender) (1904)
- Чудното пътуване на Нилс Холгерсон през Швеция (Nils Holgerssons underbara resa genom Sverige), 2 тома (1906 – 1907)
- Момичето от стопанството край голямото мочурище (Tösen från Stormyrtorpet), (1907)
- Сага за една сага (En saga om en saga) (1908)
- Домът на Лилекруна (Liljecronas hem) (1911)
- Кочияши (Körkarlen) (1912)

- Императорът на Португалия (Kejsaren av Portugallien) (1914)
- Тролове и хора (Troll och människor), 2 тома (1915 – 1921)
- Прокуден (Bannlyst) (1918)
- Сакрис Топелиус (Zachris Topelius) (1920)
- Морбака (Mårbacka)
- Пръстенът на Льовеншьолдови (Löwenskoldska ringen) (1925)
- Шарлот Льовеншьолд (Charlotte Löwensköld) (1925)
- Ана Сверд (Anna Swärd) (1928)
- Мемоарите на едно дете (Ett barns memoarer) (1930)
- Дневникът на Селма Лагерльоф (Dagbok för Selma Lagerlöf) (1932)
- Есен (Höst) (1932)
- Произведения (Skrifter), 1 – 12 (1933)
- От разни времена (Från skilda tider) (1943 – 1945)
- Ти ме учиш да бъда свободна (Du lär mig att bli fri), писма до Софи Елкан (1992)